# Adriano (Letzte Warnung)
Adriano (Letzte Warnung) ist ein Lied des deutschen Rap-Musikprojektes Brothers Keepers. Das Stück ist die einzige Singleauskopplung aus ihrem Debütalbum Lightkultur.

## Entstehung
Der Initiator des Projektes Adegoke Odukoya kam auf die Idee zu diesem Lied nach dem Todesfall des aus Mosambik stammenden Alberto Adriano, der ein Jahr zuvor in der Nacht vom 10. auf den 11. Juni 2000 im Dessauer Stadtpark von drei alkoholisierten Wolfener Neonazis zusammengeschlagen wurde und aufgrund seiner schweren Verletzungen, die er davon trug, drei Tage später im Krankenhaus verstarb. Um ein Zeichen gegen Rassismus zu setzen, engagierte Odukoya nur Musiker mit Schwarzen Wurzeln und der deutschen Staatsangehörigkeit. Die ersten Partner, die ihre Teilnahme an dem Projekt bestätigten, waren D-Flame und Torch. Nach und nach schlossen sich mehr Künstler an, sodass zufällig am 3. Oktober 2000 (Tag der Deutschen Einheit) die erste Aufnahmesession in Köln stattfand. Die Erlöse wurden den Angehörigen der etwa 120 Opfer gespendet, die seit 1989 durch Morde aus rassistischen Hintergründen ums Leben kamen.
Auf der Rückseite des Covers ist folgendes zu lesen:

„Dieser Tonträger ist Alberto Adriano sowie allen anderen Opfern, Hinterbliebenen und Gejagten des täglichen rechten Alltagsterrors in Deutschland gewidmet!“

Geschrieben wurde das Lied von Da Germ, Frederik Hahn (Torch), Chris Kindt (Ebony Prince), Daniel Kretschmer (D-Flame), Dennis Lisk (Denyo 77), Xavier Naidoo, Sékou Neblett, Ono Ngcala, Abiodun Odukoya, Adegoke Odukoya, Chima Onyele, Tyron Ricketts, Samy Sorge (Samy Deluxe) und Robert Zemichiel (Afrob). Die Komposition des Stückes entstammt von Haschim Elobied (DJ Desue) und Naidoo. Produziert wurde die Single von DJ Desue, Adegoke Odukoya und Thomas Hürtgen, wobei die beiden letzteren genannten nur als ausführende Produzenten (Executive Producer) fungierten. Die Abmischung erfolgte unter der Leitung von Roe Beardie; gemeinsam mit DJ Duse zeichnete dieser auch für das Arrangement verantwortlich. Die Single wurde unter den Musiklabels Downbeat Records und Nitty Gritty Music veröffentlicht und durch Warner Music vertrieben.

## Veröffentlichung und Promotion
Die Erstveröffentlichung von Adriano (Letzte Warnung) erfolgte am 2. Juli 2001 in Deutschland, Österreich und der Schweiz. Das Stück ist auf vier verschiedenen Maxi-Singles erhältlich, die sich alle durch die Anzahl und Auswahl ihrer B-Seiten unterscheiden. Die B-Seiten bestehen zumeist aus Remixen und dem Musikvideo zu Adriano (Letzte Warnung). Um die Single auch öfters im Hörfunk und Fernsehen platzieren zu können, wurde sie wegen ihrer überdurchschnittlichen Länge in zwei Abschnitte unterteilt, sodass es zwei Versionen mit jeweils einer Länge von etwa 3:30 und 4:30 Minuten gab.
Auf dem beige-schwarz gehaltenen Cover der Maxi-Single ist eine stilisierte Abbildung des Gesichts von Alberto Adriano zu sehen. Die Artworkarbeiten und Fotografie des Covers stammen von Pecher und Soiron sowie Mika Väisänen. Als Koordinatoren während des Projektes fungierten Adegoke Odukoya und Thomas Hürtgen.
Durch die zahlreiche Besetzung war es sehr schwierig alle mitwirkenden Musiker auf einer Bühne zu versammeln, wodurch die Brothers Keepers nur selten im Gesamtkollektiv auftraten. Zum größten Teil vollzählig waren sie unter anderem bei den Liveauftritten während der Verleihung des VIVA Comet 2001 und den Musikfestivals Beats 4 Life 2001 sowie dem Splash 2001.
Veröffentlichungen
- Adriano (Letzte Warnung) (Headrush Remix) (Remix von Headrush)
- Adriano (Letzte Warnung) (Headrush Remix Instr) (Instrumentalremix von Headrush)
- Adriano (Letzte Warnung) (Main Mix) (Offizielle Singleversion)
- Adriano (Letzte Warnung) (Main Mix Instr) (Instrumental der offiziellen Singleversion)
- Adriano (Letzte Warnung) (Outernational Version) (Blood-A-Go-Run) (Remix von Trulaikes)
- Adriano (Letzte Warnung) (Radio Mix 1) (1. Hälfte der offiziellen Singleversion)
- Adriano (Letzte Warnung) (Radio Mix 2) (2. Hälfte der offiziellen Singleversion)

## Inhalt
| Abschnitt   | Interpret             | Sprache  |
| ----------- | --------------------- | -------- |
| 1. Strophe  | Torch                 | Deutsch  |
| 2. Strophe  | Da Germ               | Deutsch  |
| Refrain     | Xavier Naidoo         | Deutsch  |
| 3. Strophe  | Tyron Ricketts        | Deutsch  |
| 4. Strophe  | Sékou Neblett         | Englisch |
| 5. Strophe  | Afrob                 | Deutsch  |
| Refrain     | Xavier Naidoo         | Deutsch  |
| 6. Strophe  | Adegoke Odukoya       | Englisch |
| 7. Strophe  | Abiodun Odukoya       | Englisch |
| Refrain     | Xavier Naidoo         | Deutsch  |
| 8. Strophe  | Denyo 77              | Deutsch  |
| 9. Strophe  | Samy Deluxe & D-Flame | Deutsch  |
| Refrain     | Xavier Naidoo         | Deutsch  |
| 10. Strophe | Ono Ngcala            | Englisch |
| 11. Strophe | Chima                 | Deutsch  |
| 12. Strophe | Ebony Prince          | Deutsch  |
| Refrain     | Xavier Naidoo         | Deutsch  |

Der Liedtext zu Adriano (Letzte Warnung) ist teils in deutscher und teils in englischer Sprache verfasst. Musikalisch bewegt sich das Lied im Bereich des Raps und der Popmusik. Inhaltlich befasst sich das Lied mit dem Todesfall von Alberto Adriano und Rassismus. Die Strophen werden überwiegend von verschiedenen Interpreten gerappt, der Refrain wird immer von Xavier Naidoo gesungen. Die zehnte Strophe, die von Ono Ngcala interpretiert wird, ist nur auf der Maxi-Single und dem Album zu hören.

„Dies ist so was wie eine letzte Warnung,

denn unser Rückschlag ist längst in Planung.

Wir fall’n dort ein, wo ihr auffallt,

gebieten eurer braunen Scheiße endlich Aufhalt.
Denn was ihr sucht ist das Ende;

und was wir reichen sind geballte Fäuste und keine Hände.

Euer Niedergang für immer;

und was wir hören werden, ist euer Weinen und euer Gewimmer.“

## Musikvideo
Das schwarz-weiß gefilmte Musikvideo zu Adriano (Letzte Warnung) wurde in Berlin gedreht. Zu sehen sind alle Mitwirkenden, die sich durch Berlin bewegen und dabei das Lied rappen beziehungsweise singen. Zu Beginn sind Torch, Germ und Naidoo zu sehen, die sich zu einer Gruppe zusammenschließen. Die nachfolgenden Interpreten sind einzeln zu sehen, wie sie ihren Beitrag vortragen und sich danach ebenfalls der Gruppe anschließen. Im Vordergrund der Gruppe ist immer Naidoo zu sehen, der wie ein Anführer der Gruppierung wirkt. Zwischendurch sind immer wieder kurze, farbige Einspieler mit nazistisch oder rassistischen Hintergründen zu sehen. Die Gesamtlänge des Videos beträgt 7:07 Minuten. Regie führte der Schweizer Regisseur Dani Levy. Bis März 2023 zählte das Musikvideo über 6,8 Millionen Aufrufe bei YouTube.

## Mitwirkende
| Liedproduktion - Roe Beardie: Abmischung, Arrangement - Da Germ: Liedtexter, Rap - Haschim Elobied (DJ Desue): Arrangement, Komponist, Musikproduzent - Frederik Hahn (Torch): Liedtexter, Rap - Thomas Hürtgen: Ausführender Produzent, Koordination - Chris Kindt (Ebony Prince): Liedtexter, Rap - Daniel Kretschmer (D-Flame): Liedtexter, Rap - Dennis Lisk (Denyo 77): Liedtexter, Rap - Xavier Naidoo: Gesang, Komponist, Liedtexter - Sékou Neblett: Liedtexter, Rap - Ono Ngcala: Liedtexter, Rap - Abiodun Odukoya: Liedtexter, Rap - Adegoke Odukoya: Ausführender Produzent, Koordination, Liedtexter, Rap - Chima Onyele: Liedtexter, Rap - Tyron Ricketts: Liedtexter, Rap - Samy Sorge (Samy Deluxe): Liedtexter, Rap - Robert Zemichiel (Afrob): Liedtexter, Rap | Unternehmen - Downbeat Records: Musiklabel - Nitty Gritty Music: Musiklabel - Pecher und Soiron: Artwork (Cover) - Warner Music: Vertrieb Artwork - Dani Levy: Regisseur (Musikvideo) - Mika Väisänen: Fotograf (Cover) |

## Rezeption

### Distanzierung Xavier Naidoos
Naidoo distanzierte sich in einem Videointerview mit dem rechtspopulistischen Magazin Compact im Juni 2020 von Teilen des Liedes und stellte seine Mitwirkung in Frage. Er fühle sich, aus heutiger Sicht, durch die Situation damals „vergewaltigt“ und äußert, man hätte andere Mittel wählen können. Naidoo betont im Interview, er sei mittlerweile auch vorsichtig mit der damaligen „Behauptung“, dass der Angriff aus rechten Kreisen komme, erwähnt V-Männer und behauptet es gäbe laut Europol keine rechte Gewalt in Deutschland. In den Monaten vorher fiel Naidoo unter anderem durch Nähe zum rechtsextremen Rapper Chris Ares sowie der Verbreitung von QAnon- und Flache-Erde-Mythen auf.

### Preise
Ende 2001 wurde Adriano (Letzte Warnung) mit der 1 Live Krone in der Kategorie „Beste Single“ ausgezeichnet.

## Kommerzieller Erfolg

### Charts und Chartplatzierungen
Adriano (Letzte Warnung) erreichte in Deutschland Position fünf der Singlecharts und konnte sich sechs Wochen in den Top 10 und 13 Wochen in den Charts halten. In Österreich erreichte die Single in 15 Chartwochen Position 13 und in der Schweiz in 14 Chartwochen Position 19 der Single-Charts. Obwohl es das Lied nicht auf Platz eins schaffte, war es trotzdem für einen Zeitraum von acht Wochen der erfolgreichste deutschsprachige Song in den deutschen Singlecharts, sowie ebenfalls für acht Wochen der erfolgreichste deutschsprachige Song in den österreichischen Singlecharts. Adriano (Letzte Warnung) konnte sich in Deutschland in den Jahrescharts von 2001 auf Platz 45 platzieren. Bis heute ist dies die erfolgreichste Single der Brothers Keepers in allen D-A-CH-Staaten.
| ChartsChartplatzierungen | Höchstplatzierung | Wochen |
| ------------------------ | ----------------- | ------ |
| Deutschland (GfK)        | 5 (13 Wo.)        | 13     |
| Österreich (Ö3)          | 13 (15 Wo.)       | 15     |
| Schweiz (IFPI)           | 19 (14 Wo.)       | 14     |

| ChartsJahrescharts (2001) | Platzierung |
| ------------------------- | ----------- |
| Deutschland (GfK)         | 45          |

### Auszeichnungen für Musikverkäufe
Adriano (Letzte Warnung) konnte sich seinerzeit rund 210.000 Mal verkaufen. Im März 2023 erhielt die Single eine Goldene Schallplatte für über 250.000 verkaufte Einheiten in Deutschland.
| Land/Region        | Auszeichnungen für Musikverkäufe (Land/Region, Auszeichnung, Verkäufe) | Verkäufe |
| ------------------ | ---------------------------------------------------------------------- | -------- |
| Deutschland (BVMI) | Gold                                                                   | 250.000  |
| Insgesamt          | 1× Gold ·                                                              | 250.000  |

## Coverversion von Samy Deluxe
2018 nahm Samy Deluxe das Stück im Zuge eines MTV Unpluggeds neu auf. Unterstützung erhielt er dabei von den ehemaligen Brothers Keepers Weggefährten Afrob, Denyo, Xavier Naidoo und Torch, die schon bei dem Original aus dem Jahr 2001 mitwirkten. Darüber hinaus nahm mit Megaloh ein neues Mitglied an dem Projekt teil. Inhaltlich wurde das Stück den aktuellen Zeitgeschehen angepasst und beinhaltet Anspielungen auf Barack Obama, den NSU-Prozess und Anschläge auf Flüchtlingsunterkünfte. Die Aufnahme erfolgte an zwei Abenden am 14. und 15. April 2018 auf dem Museumsschiff MS Bleichen im Hamburger Hafen. Produziert wurde die Neuauflage von Deluxe selbst. Die Erstveröffentlichung von Adriano (SaMTV Unplugged) erfolgte als Single am 2. August 2018. Das Stück ist Teil der „Deluxe Version“ von Samy Deluxe’ Konzertalbum SaMTV Unplugged.